# Rosamond (Kalifornien)
Rosamond ist eine Stadt in Kern County, Kalifornien, Vereinigte Staaten. Sie liegt etwa 32 Kilometer nördlich von Palmdale im Antelope Valley, dem westlichsten Teil der Mojave-Wüste. Das U.S. Census Bureau hat bei der Volkszählung 2020 eine Einwohnerzahl von 20.961 ermittelt.
Nahe dem Ort liegt der Solarpark Solar Star, der bei Inbetriebnahme im Juni 2015 mit einer Leistung von 579 MW die leistungsstärkste Photovoltaik-Freiflächenanlage der Welt war.